# 慕容冲
燕威帝慕容冲（359年—386年），小字鳳皇，十六國時期西燕國君主，鮮卑人，前燕帝慕容儁之子，慕容暐之弟。母不详。前燕時期慕容儁在位時曾被封為中山王、大司馬。

## 亡国生活
370年，前燕為前秦所滅後，包括慕容冲及其兄慕容泓在內的眾多鮮卑慕容部人被遷往關中。慕容冲年仅12，因貌美被前秦天王苻堅占作孌童，與其姐清河公主皆受寵幸，長安因而有歌謠：「一雌復一雄，雙飛入紫宮。」經過王猛勸諫，慕容冲才被送出宮。

## 称帝
前秦建元十九年（383年），前秦於淝水之戰大敗，對境內各族的控制力減弱。建元二十年（384年）慕容冲之叔慕容垂於河北叛變，慕容泓亦於關中舉兵稱濟北王，因此時任平陽太守的慕容冲也在河東起兵，其後並歸慕容泓，一同西進長安。不久，謀臣高蓋等人認為慕容泓德望不如慕容冲，且用法苛刻嚴峻，於是殺慕容泓，改立慕容冲為皇太弟。385年，慕容冲即皇帝位於阿房宮，改元更始，之後在數次擊敗苻堅後占領長安。自此，慕容冲變得驕傲自滿，賞罰隨性。

## 被杀
慕容冲貪圖入據長安的安逸，又因為畏懼慕容垂的強大，不敢東回鮮卑人的故地，因而軍心思變。關中一帶的鮮卑人自從跟隨慕容泓起兵起就思念著關東故鄉，見慕容冲毫無回歸關東的意願，打算久居長安，逐漸心生不滿。更始二年（386年），慕容冲為左將軍韓延所殺，變軍擁立將軍段隨為燕王。慕容冲後來被追諡為威皇帝。

## 子女
- 子：慕容瑶